# Fragariinae
Fragariinae je podtribus ružovki smješten u tribus Potentilleae, dio potporodice Rosoideae. Sastoji se od 13 rodova čiji su najpoznatiji predstavnici jagoda, gospin plašt i žutak.
Uglavnom trajnice, rjeđe jednogodišnje i dvogodišnje bilje.

## Rodovi
1. Alchemilla L.; gospin plašt (752 spp.)
2. Aphanes L.; afanes (18 spp.)
3. Chamaecallis Smedmark (1 sp.)
4. Chamaerhodos Bunge (7 spp.)
5. Comarum L.; krvavo oko (1 sp.)
6. Dasiphora Raf. (8 spp.)
7. Drymocallis Fourr. ex Rydb. (26 spp.)
8. Farinopsis Chrtek & Soják (1 sp.)
9. Fragaria L.; jagoda (22 spp.)
10. Lachemilla Rydb. (67 spp.)
11. Potaninia Maxim. (1 sp.)
12. Sibbaldia L.; žutak (16 spp.)
13. Sibbaldianthe Juz. (7 spp.)